# Moses Manuel

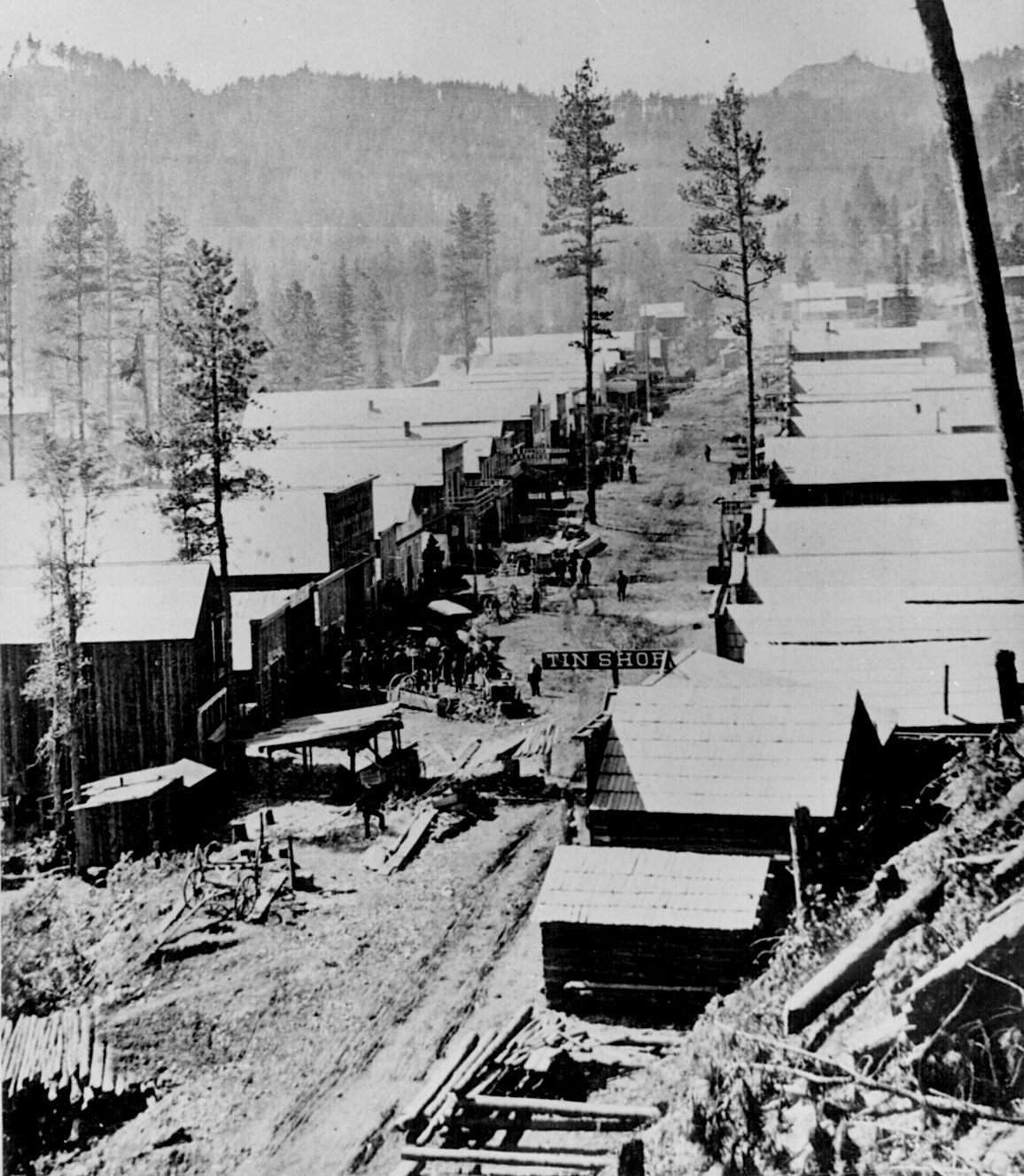
Deadwood en 1876.

Moses Manuel est un chercheur d'or à l'origine de la ruée vers l'or dans les Black Hills, qui découvrit en 1876 l'un des plus riches gisements aurifères de l'histoire, donnant naissance à la mine de Homestake Mining. Il était accompagné de son frère et de Hank Harney, Alex Engh et Henry Hardy.
Venus du Québec à l'âge de huit ans, avec leur père, les frères Fred et Moses Manuel s'installent d'abord dans le Minnesota, puis passent neuf ans, soit l’essentiel de leur vie adulte, à chercher de l'or dans l’ouest des États-Unis, d'abord dans le Montana, où les filons trouvés sont trop petits pour payer leur voyage de retour, puis dans l'Arizona, où ils se heurtent aux Apaches et enfin sur les rives du Grand lac des Esclaves, dans ce qui n'est encore que la Colombie britannique.
Manuel arrive de Portland, dans l'Oregon, où il cherche de l'or, quand il entend parler de la ruée vers l'or dans les Black Hills et de la fondation de Custer City. Il retrouve sur place son frère, qui cherchait toujours de l'or à Helena, dans le Montana. Le 9 avril 1876, à 4 kilomètres au nord de la ville-champignon de Deadwood, ils découvrent près d'une autre future cité, Lead, un vrai gisement dans le ravin du Bobtail. Ils extraient pour 5 000 dollars d’or, puis vendent leur mine en 1877 pour 45 000 dollars à George Hearst, Lloyd Tevis, et James Ben Ali Haggin, fondateurs de Homestake Mining une société minière américaine qui entre à la bourse de New York dès 1879 et produit très vite 10 % de l'or mondial. La création de la première banque « National Bank des Black Hills », à Lead, pour la mine, intervient dès 1880 et, en 1889, l'État du Dakota du Sud est créé.
Les deux frères retournent ensuite  à Helena, dans le Montana, où un conflit juridique patrimonial les retient en 1885.